# Къщата на наровете
„Къщата на наровете“ (на английски: A House of Pomegranates) е цикъл от приказки на Оскар Уайлд.
Историите по реда на излизане са:
- „Младият крал"
- „Рожденият ден на Инфантата“,
- „Рибарят и неговата душа“ и
- „Звездното дете“.